# Курская правда
«Ку́рская пра́вда» — старейшая областная общественно-политическая газета Курска и Курской области.
До 1994 газета являлась печатным органом областного комитета Коммунистической партии и областного Совета народных депутатов, после чего её учредителями стали администрация Курской области и журналистский коллектив редакции, вследствие чего издание отражает мнение городских и областных властей..

## История
Первый номер «Курской правды» вышел в свет 30 мая 1918 года, при этом газета сразу стала играть видную роль в политической и литературной жизни Курского края.
В годы Великой Отечественной войны, во время оккупации Курска, газета не прекращала издаваться. Редакция «Курской правды» сначала эвакуировалась в Старый Оскол, затем в Елец. Оттуда разными путями, в том числе самолетами, газета попадала к населению оккупированных районов Курской области. Всего за период оккупации, с апреля 1942 по январь 1943, было выпущено более 20 номеров газеты общим тиражом около 100000 экземпляров. В годы войны газета издавалась уменьшенного формата, зачастую не на газетной, а на оберточной бумаге.
Сегодня «Курская правда» является центральной газетой Курской области, которая выходит три раза в неделю: по вторникам, четвергам и пятницам. С 2008 года газета выходит в черно-белом формате и в цвете (в четверг). Формат газеты — A2 и А3(в четверг), тираж — 15 000 экз.
В газете действуют отделы экономики и бизнеса, социальных проблем, права, культуры, верстки и дизайна, отдел поддержки интернет-версии (сайта) газеты, рекламный, аналитический и технический отделы. Хорошо развита система обратной связи с читателями.
В штате «Курской правды» работают 29 сотрудников, в том числе 12 творческих, то есть журналистов и фотографов, остальные — персонал, обеспечивающий выпуск газеты, и отдел рекламы. Есть и внештатных актив (около 20 постоянных авторов).
С 30 марта 2011 года на должность главного редактора назначена Ольга Аркадьевна Борцова, работавшая ранее начальником управления информационного обеспечения комитета информации и печати Курской области. Прежде его место занимал Котяев Евгений Иванович, уволенный, по мнению некоторых изданий, за публикацию открытого письма депутату Госдумы РФ В. Рязанскому (копия письма была направлена председателю партии «Единая Россия» В. Путину).

## Главные редакторы
- Котяев Евгений Иванович
- Борцова Ольга Аркадьевна
- Лымарь Наталья Валерьевна
- Афанасьев Сергей Владимирович

## Известные журналисты
- Горбовцев, Михаил Максимович
- Злуникин, Владимир Григорьевич
- Искандер, Фазиль Абдулович
- Шеховцов Алексей Егорович

Некоторое время после войны в редакции газеты работала литературным работником Герой Советского Союза лётчица Нина Ульяненко.

## Награды
- Орден Трудового Красного Знамени (1967)[5].
- Благодарность Министра культуры и массовых коммуникаций Российской Федерации (27 декабря 2005 года) — за высокий профессионализм, объективность в освещении социально-экономических преобразований, общественных процессов в Российской Федерации и в связи с Днём печати[6].